# 迈克尔·盖斯林
迈克尔·盖斯林（英語：Michael Ghiselin，1939年5月13日—）是一名美國演化生物學家和科學史學家，专攻海蛞蝓的进化史，以批评教科书中的拉馬克主義闻名。盖斯林1960年本科毕业于犹他大学，1965年博士毕业于斯坦福大学，之后先后在哈佛大学和海洋生物学实验室进行博士后工作，1983年开始在旧金山的加利福尼亚州科学院工作，1981年获麦克阿瑟奖。